# BHS-PL Beton Bornholm
BHS-PL Beton Bornholm (Kod UCI: BPC) – duńska zawodowa grupa kolarska założona w 2010. Od 2015 roku znajduje się w dywizji UCI Continental Teams.

## Nazwa grupy w poszczególnych latach
| lata      | nazwa                  |
| --------- | ---------------------- |
| 2010–2014 | Bornholm Pro Cycling   |
| 2015–2016 | Team Almeborg-Bornholm |
| 2017–2019 | BHS-Almeborg Bornholm  |
| od 2020   | BHS-PL Beton Bornholm  |

## Sezony

### 2024

#### Skład
| Skład drużyny 2024        | Skład drużyny 2024 | Skład drużyny 2024 | Skład drużyny 2024                         |
| Imię i nazwisko           | Data urodzenia     | Państwo            | Poprzednia grupa                           |
| ------------------------- | ------------------ | ------------------ | ------------------------------------------ |
| Tobias Hansen             | 10 marca 2002      | Dania              | Leopard TOGT Pro Cycling (2023)            |
| Andreas Brandt Aidel      | 8 kwietnia 1996    | Dania              | Herning CK Elite Biemme Danmark (2022)     |
| Mads Schelde Berg         | 10 sierpnia 1998   | Dania              | Georg Berg (2022)                          |
| Mads-Emil Dupont Hougaard | 22 sierpnia 2003   | Dania              | Herning CK Elite Biemme Danmark (2022)     |
| Victor Grue Enggaard      | 16 czerwca 2001    | Dania              | ColoQuick (2023)                           |
| Andreas Krogh Jensen      | 26 lutego 2005     | Królestwo Danii    | Team Mascot Workwear (2023)                |
| Boas Lysgaard             | 22 listopada 2004  | Dania              | Team BACH Advokater-CEC Junior (2022)      |
| Martin Toft Madsen        | 20 lutego 1985     | Dania              | Lyngby Cycle Club (2011)                   |
| Sebastian Ryttersgaard    | 22 grudnia 1999    | Dania              | Team Sparekassen Vendsyssel Aalborg (2021) |
| Emil Schandorff Iwersen   | 15 sierpnia 2002   | Dania              | Gallina-Ecotek-Lucchini (2023)             |
| Jacob Schebye             | 23 sierpnia 2000   | Królestwo Danii    | Give Elementer (2023)                      |
| Martin Szokody            | 4 kwietnia 1999    | Królestwo Danii    | Give Elementer (2023)                      |
| Asger Røjbek Sørensen     | 14 kwietnia 2003   | Dania              | Bornholms Cycle Club (2023)                |
| Mikkel Øritsland          | 25 lipca 1995      | Dania              | CO:PLAY-Giant Store (2023)                 |
|                           |                    |                    |                                            |
| Źródło: ProCyclingStats   |                    |                    |                                            |

#### Zwycięstwa
| Zwycięstwa      | Zwycięstwa                       | Zwycięstwa | Zwycięstwa    | Zwycięstwa              | Zwycięstwa |
| Data            | Wyścig                           | Państwo    | Kategoria     | Zwycięzca               |            |
| --------------- | -------------------------------- | ---------- | ------------- | ----------------------- | ---------- |
| 31 mar          | 3 Dage i Nord - Herre A, 2. etap | Dania      | DCU licensløb | Tobias Hansen           |            |
| 1 kwietnia 2024 | 3 Dage i Nord - Herre A          | Dania      | DCU licensløb | Martin Szokody          |            |
| 6 kwi           | #HurtigJoakimLøbet               | Dania      | DCU licensløb | Tobias Hansen           |            |
| 7 kwi           | Meldgaardløbet                   | Dania      | DCU licensløb | Emil Schandorff Iwersen |            |
| 15 cze          | DCU Cup, 2. etap                 | Dania      | DCU licensløb | Martin Toft Madsen      |            |

### 2023

#### Skład
| Skład drużyny 2023                      | Skład drużyny 2023 | Skład drużyny 2023 | Skład drużyny 2023                         |
| Imię i nazwisko                         | Data urodzenia     | Państwo            | Poprzednia grupa                           |
| --------------------------------------- | ------------------ | ------------------ | ------------------------------------------ |
| Andreas Brandt Aidel                    | 8 kwietnia 1996    | Dania              | Herning CK Elite Biemme Danmark (2022)     |
| Sebastian Andreasson                    | 15 kwietnia 2002   | Dania              | IBT-BH Carl Ras (2022)                     |
| Mads Schelde Berg                       | 10 sierpnia 1998   | Dania              | Georg Berg (2022)                          |
| Adam Holm Jørgensen (1 sty–31 lip)      | 1 września 2002    | Dania              | Team ABC Junior (2020)                     |
| Mads-Emil Dupont Hougaard               | 22 sierpnia 2003   | Dania              | Herning CK Elite Biemme Danmark (2022)     |
| Frederik Irgens Jensen                  | 10 września 1999   | Dania              | O.B. Wiik-Dan Stillads (2019)              |
| Boas Lysgaard                           | 22 listopada 2004  | Dania              | Team BACH Advokater-CEC Junior (2022)      |
| Martin Toft Madsen                      | 20 lutego 1985     | Dania              | Lyngby Cycle Club (2011)                   |
| Nikolaj Mengel                          | 9 marca 2002       | Dania              | Team ABC Junior (2020)                     |
| Nicklas Lilleskov Falk Rasmussen        | 13 lipca 1997      | Dania              | Georg Berg (2022)                          |
| Sebastian Ryttersgaard                  | 22 grudnia 1999    | Dania              | Team Sparekassen Vendsyssel Aalborg (2021) |
| Asger Røjbek Sørensen (17 maj–31 gru)   | 14 kwietnia 2003   | Dania              | Bornholms Cycle Club (2023)                |
| Nicholas Thorøe-Hansen                  | 6 lipca 2001       | Dania              | IBT-BH Carl Ras (2022)                     |
| Oskar Winkler                           | 28 marca 2000      | Dania              | Georg Berg (2022)                          |
| Emil Schandorff Iwersen (14 lip–31 gru) | 15 sierpnia 2002   | Dania              | Team ABC Junior (2020)                     |
|                                         |                    |                    |                                            |
| Źródło: ProCyclingStats                 |                    |                    |                                            |

#### Zwycięstwa
| Zwycięstwa   | Zwycięstwa | Zwycięstwa | Zwycięstwa    | Zwycięstwa             | Zwycięstwa |
| Data         | Wyścig     | Państwo    | Kategoria     | Zwycięzca              |            |
| ------------ | ---------- | ---------- | ------------- | ---------------------- | ---------- |
| 29 maja 2023 | Pinse Cup  | Dania      | DCU licensløb | Frederik Irgens Jensen |            |

### 2022

#### Skład
| Skład drużyny 2022      | Skład drużyny 2022   | Skład drużyny 2022 | Skład drużyny 2022                         |
| Imię i nazwisko         | Data urodzenia       | Państwo            | Poprzednia grupa                           |
| ----------------------- | -------------------- | ------------------ | ------------------------------------------ |
| Nils Lau Nyborg Broge   | 4 stycznia 1992      | Dania              | AURA Energi-JS.dk (2020)                   |
| Benjamin Hertz          | 14 października 2001 | Dania              | Team ABC Junior (2019)                     |
| Emil Schandorff Iwersen | 15 sierpnia 2002     | Dania              | Team ABC Junior (2020)                     |
| Frederik Irgens Jensen  | 10 września 1999     | Dania              | O.B. Wiik-Dan Stillads (2019)              |
| Adam Holm Jørgensen     | 1 września 2002      | Dania              | Team ABC Junior (2020)                     |
| Martin Toft Madsen      | 20 lutego 1985       | Dania              | Lyngby Cycle Club (2011)                   |
| Nikolaj Mengel          | 9 marca 2002         | Dania              | Team ABC Junior (2020)                     |
| Rasmus Søjberg Pedersen | 9 lipca 2002         | Dania              | O.B. Wiik-Dan Stillads (2021)              |
| Mads Rahbek             | 19 października 1995 | Dania              | Herning CK Elite p/b Look (2018)           |
| Stian Rosenlund Richter | 4 kwietnia 2002      | Dania              | Team ABC Junior (2020)                     |
| Sebastian Ryttersgaard  | 22 grudnia 1999      | Dania              | Team Sparekassen Vendsyssel Aalborg (2021) |
| Emil Toudal             | 28 maja 1996         | Dania              | DCR Ballerup (2014)                        |
| Gustav Wang             | 13 marca 2003        | Dania              | Team ABC Junior (2021)                     |
|                         |                      |                    |                                            |
| Źródło: ProCyclingStats |                      |                    |                                            |

#### Zwycięstwa
| Zwycięstwa       | Zwycięstwa                            | Zwycięstwa | Zwycięstwa    | Zwycięstwa              | Zwycięstwa |
| Data             | Wyścig                                | Państwo    | Kategoria     | Zwycięzca               |            |
| ---------------- | ------------------------------------- | ---------- | ------------- | ----------------------- | ---------- |
| 3 kwi            | DCU Cup, 1. etap                      | Dania      | DCU licensløb | Adam Holm Jørgensen     |            |
| 18 kwietnia 2022 | 3 Dage i Nord - Herre A               | Dania      | DCU licensløb | Frederik Irgens Jensen  |            |
| 30 kwi           | Tour of Greece, 4. etap               | Grecja     | 2.1           | Nils Lau Nyborg Broge   |            |
| 1 maj            | Tour of Greece, 5. etap               | Grecja     | 2.1           | Emil Toudal             |            |
| 4 cze            | Pinse Cup, 1. etap                    | Dania      | NE            | Adam Holm Jørgensen     |            |
| 6 czerwca 2022   | Pinse Cup                             | Dania      | NE            | Adam Holm Jørgensen     |            |
| 19 cze           | Mistrzostwa Danii U23 – start wspólny | Dania      | CN            | Rasmus Søjberg Pedersen |            |
| 11 wrz           | DCU Cup, 3. etap                      | Dania      | DCU licensløb | Frederik Irgens Jensen  |            |

### 2021

#### Skład
| Skład drużyny 2021      | Skład drużyny 2021   | Skład drużyny 2021 | Skład drużyny 2021               |
| Imię i nazwisko         | Data urodzenia       | Państwo            | Poprzednia grupa                 |
| ----------------------- | -------------------- | ------------------ | -------------------------------- |
| Mathias Bregnhøj        | 11 listopada 1995    | Dania              | Herning Cykle Klub (2016)        |
| Nils Lau Nyborg Broge   | 4 stycznia 1992      | Dania              | AURA Energi-JS.dk (2020)         |
| Joshua Gudnitz          | 19 sierpnia 2001     | Dania              | Team ABC Junior (2019)           |
| Marcus Sander Hansen    | 25 sierpnia 2000     | Dania              | O.B. Wiik-Dan Stillads (2019)    |
| Benjamin Hertz          | 14 października 2001 | Dania              | Team ABC Junior (2019)           |
| Emil Schandorff Iwersen | 15 sierpnia 2002     | Dania              | Team ABC Junior (2020)           |
| Frederik Irgens Jensen  | 10 września 1999     | Dania              | O.B. Wiik-Dan Stillads (2019)    |
| Adam Holm Jørgensen     | 1 września 2002      | Dania              | Team ABC Junior (2020)           |
| Martin Toft Madsen      | 20 lutego 1985       | Dania              | Lyngby Cycle Club (2011)         |
| Nikolaj Mengel          | 9 marca 2002         | Dania              | Team ABC Junior (2020)           |
| Mads Rahbek             | 19 października 1995 | Dania              | Herning CK Elite p/b Look (2018) |
| Stian Rosenlund Richter | 4 kwietnia 2002      | Dania              | Team ABC Junior (2020)           |
| Emil Toudal             | 28 maja 1996         | Dania              | DCR Ballerup (2014)              |
|                         |                      |                    |                                  |
| Źródło: ProCyclingStats |                      |                    |                                  |

#### Zwycięstwa
| Zwycięstwa           | Zwycięstwa                                       | Zwycięstwa | Zwycięstwa         | Zwycięstwa             | Zwycięstwa |
| Data                 | Wyścig                                           | Państwo    | Kategoria          | Zwycięzca              |            |
| -------------------- | ------------------------------------------------ | ---------- | ------------------ | ---------------------- | ---------- |
| 8 maj                | FBL Grand Prix                                   | Dania      | DCU licensløb      | Marcus Sander Hansen   |            |
| 22 maj               | Alpes Isère Tour, 4. etap                        | Francja    | 2.2                | Emil Toudal            |            |
| 24 maj               | Pinse Cup, 3. etap                               | Dania      | DCU licensløb 2021 | Nikolaj Mengel         |            |
| 4 cze                | Danish National Road Race Championships, TTT men | Dania      | CN                 | BHS-PL Beton Bornholm  |            |
| 17 paź               | Mistrzostwa Danii U23 – start wspólny            | Dania      | CN                 | Frederik Irgens Jensen |            |
| 24 października 2021 | 3 Dage i Nord - Herre A                          | Dania      | DCU licensløb      | Nils Lau Nyborg Broge  |            |

## Ważniejsze sukcesy

### 2018
- Mistrz Danii w jeździe indywidualnej na czas: Martin Toft Madsen
- 1. miejsce w Classic Loire Atlantique: Rasmus Quaade
- 2. miejsce w PostNord Danmark Rundt: Rasmus Quaade
- 3. miejsce w GP Horsens: Magnus Bak Klaris

### 2017
- Mistrz Danii w jeździe indywidualnej na czas: Martin Toft Madsen
- 1. miejsce w Chrono des Nations: Martin Toft Madsen
- 2. miejsce na 4. etapie (ITT) PostNord Danmark Rundt: Martin Toft Madsen
- 9. miejsce w Duo Normand: Martin Toft Madsen & Morten Hulgaard

### 2016
- Mistrz Danii w jeździe indywidualnej na czas: Martin Toft Madsen
- 2. miejsce w Duo Normand: Lars Carstensen & Martin Toft Madsen
- 3. miejsce w Chrono des Nations: Martin Toft Madsen

### 2015
- 3. miejsce w Duo Normand: Martin Toft Madsen & Mathias Westergaard